# Elhanan Tannenbaum
Elhanan Tannenbaum (auch: Elhanan Tenenboim und weitere Schreibweisen, hebräisch אלחנן טננבוים; geboren am 12. August 1946; gestorben am 7. Oktober 2024) war ein israelischer Geschäftsmann und Oberst der Israelischen Streitkräfte. Er war von 2000 bis 2004 in der Gewalt der Hisbollah im Libanon, bevor er im Zuge eines umfangreichen Gefangenenaustauschs freikam.

## Leben

### Herkunft, Studium und Berufstätigkeit
Elhanan Tannenbaum wurde 1946 als Sohn polnischer Holocaust-Überlebender geboren und immigrierte 1949 mit seinen Eltern und seiner Schwester nach Israel. Zahlreiche Familienmitglieder waren zuvor im Holocaust ermordet worden. Er wuchs in der südlich von Tel Aviv gelegenen Stadt Cholon auf, wo er auch die Oberschule besuchte. Er war bei den Pfadfindern aktiv und stieg später in die landesweite Führung der Bewegung auf.
Tannenbaum begann als 18-Jähriger ein Studium der Wirtschafts- und Politikwissenschaft an der Hebräischen Universität Jerusalem und leistete parallel seinen Wehrdienst. Nach dem Studienabschluss absolvierte er die Offiziersausbildung und stieg später zum Oberst der Reserve auf. Er studierte Betriebswissenschaft an der Universität Tel Aviv und betätigte sich als Geschäftsmann.

### Entführung und Austausch
2000 ging er mit der Aussicht auf einen lukrativen Heroinhandel in die Vereinigten Arabischen Emirate. Zunächst war er von Israel aus nach Brüssel gereist und dort von seinen Kontakten mit einem gefälschten Reisepass zur Weiterreise ausgestattet worden. In Dubai wurde er entführt und in den Libanon gebracht. Am 16. Oktober 2000 meldete die Hisbollah, ihn in ihrer Gewalt zu haben. Er sei verhaftet worden, nachdem er mit der Absicht in den Libanon gekommen sei, die Hisbollah auszuspionieren.
Tannenbaum wurde 2004 im Rahmen eines Gefangenenaustausches zwischen Israel und der Hisbollah freigelassen. Der in Israel heftig umstrittene Austausch war von Deutschland vermittelt worden. Dabei wurden 436 in Israel Inhaftierte gegen Tannenbaum und die Leichen der drei Soldaten Benny Avraham, Adi Avitan und Omar Souad, die 2000 von der Hisbollah in den Libanon entführt worden waren, freigelassen.
Unter den Personen, die durch Israel freigelassen wurden, waren Mustafa Dirani und Scheich Abdul-Karim Obeid. Sie waren 1994 bzw. 1989 gefangen genommen worden, um als „Verhandlungsmasse“ für den Austausch des vermissten israelischen Piloten Ron Arad zu dienen. Die Familie Arads fürchtete, dass ihre Freilassung die Hoffnung zunichtemachen würde, Arad frei zu bekommen, und versuchte die Freilassung auf juristischem Wege zu verhindern, hatte jedoch damit keinen Erfolg. Anfang 2006 räumte die Hisbollah ein, dass Arad gestorben und sein Leichnam verlorengegangen sei.

### Nach der Freilassung
Nach seiner Freilassung wurde Tannenbaum wegen der illegalen Aktivitäten, die seiner Entführung vorausgingen, unter Arrest gestellt. Er behauptete zunächst, seine Auslandsreise sei zur Beschaffung von Informationen über Ron Arad erfolgt, gab aber später das geplante Drogengeschäft zu. Er willigte ein, sich schuldig zu bekennen, und beschrieb die Einzelheiten seiner Gefangenschaft. Im Gegenzug wurde er nicht angeklagt und der Arrest aufgehoben. Laut Medienberichten hätte Israel den Gefangenenaustausch abgelehnt, wenn die Umstände der Entführung bekannt gewesen wären. Auf Basis der eingeräumten Straftaten degradierten ihn die israelischen Streitkräfte 2007 vom Oberst der Reserve zum Gefreiten.
Mitte Februar 2010 wurde bekannt, dass Tannenbaum wegen unbezahlter Schulden von der israelischen Justiz festgenommen worden war. Die ausstehenden Verbindlichkeiten betrugen etwa zwei Millionen Schekel (damals 370.000 Euro), darunter ungedeckte Schecks und ausstehende Unterhaltszahlungen.
Elhanan Tannenbaum starb im Oktober 2024 im Alter von 78 Jahren.